# 밴 비스브록의 별
VB 10 또는 밴 비스브록의 별은 매우 어둡고 (적색 왜성)이다. 독수리자리 방향으로 지구로부터 약 19 광년 떨어진 곳에 자리잡고 있다. VB 10은 매우 어둡기 때문에 겉보기 등급은 17이며 겉보기 등급이 +18.7로 대형 망원경으로도 이 별의 사진을 찍기가 쉽지 않다.

## 관측 역사
이 별이 너무 어두운데다 밝은 주인별에 가까이 붙어 있기 때문에, 사진건판상으로 뚜렷하게 별의 위치가 변하는 것을 식별할 정도로 고유 운동이 컸음에도 천문학자들은 이 별의 존재를 알아채지 못하고 있었다. 1944년 천문학자 조지 밴 비스브록(George van Biesbroeck)이 맥도널드 천문대에서 오토 슈트루페 망원경을 이용하여 이 별을 최초로 발견하였다. 그는 적색 왜성 울프 1055의 고유 운동을 관측하던 중 VB 10을 찾아냈다(울프 1055의 떨림을 통해 동반 천체를 발견하려는 목적이었다). 울프 1055는 VB 10의 발견 25년 전 천체 사진술을 이용하여 이미 발견된 상태였다. 밴 비스브록은 이 별에 자신의 이름 두문자를 따 'VB 10'으로 명명, 1961년판 《밴 비스브록 성표》에 수록했다. 이후 다른 천문학자들이 이 별을 밴 비스브록의 별로 부르기 시작했다.

## 특징
VB 10의 절대 등급은 19로 매우 어두워 맨눈은 물론이고 커다란 망원경으로도 이 별을 관측하기는 쉽지 않다. 이 별의 질량은 태양의 8퍼센트 정도로 중심핵에서 핵융합을 일으켜 스스로 빛을 내는, 즉 항성의 조건을 만족하기 위한 질량 하한선 수준이다. 관점에 따라 이 별은 적색 왜성이라기보다는 갈색 왜성에 가까울 수도 있다. 이 별의 질량이 분석되기 전 가장 가볍다고 여겨졌던 항성은 울프 359로 그 값은 태양질량의 9퍼센트 수준이다.
VB 10은 매우 큰 고유 운동 값으로도 유명하며, 지구에서 관측할 때 1년에 걸쳐 하늘에서 1초각 이상 움직인다.

### 플레어 별
VB 10은 플레어 별이며 《변광성 일반 목록》에 독수리자리 V1298로 수록되어 있다. VB 10은 고래자리 UV형 변광성으로 플레어 폭발이 자주 발생하는 것으로 알려져 있다. 1990년대 중반 허블 우주 망원경을 이용, 이 별의 활발한 표면 활동을 관측했다. 관측 결과 이 별의 표면 온도는 2,600켈빈에 불과할 정도로 차갑지만, 플레어 활동이 일어나는 부분의 온도는 10만 켈빈이 넘어가는 것으로 밝혀졌다.

## 쌍성
VB 10는 쌍성 구성원 중 짝별로, VB 10의 주인별은 훨씬 밝고 뜨거운 글리제 752 A이다. 따라서 VB 10을 글리제 752 B로 표기할 수도 있다. 두 별은 밤하늘에서 74초각(약 434 천문단위) 떨어져 있다.

## 행성계

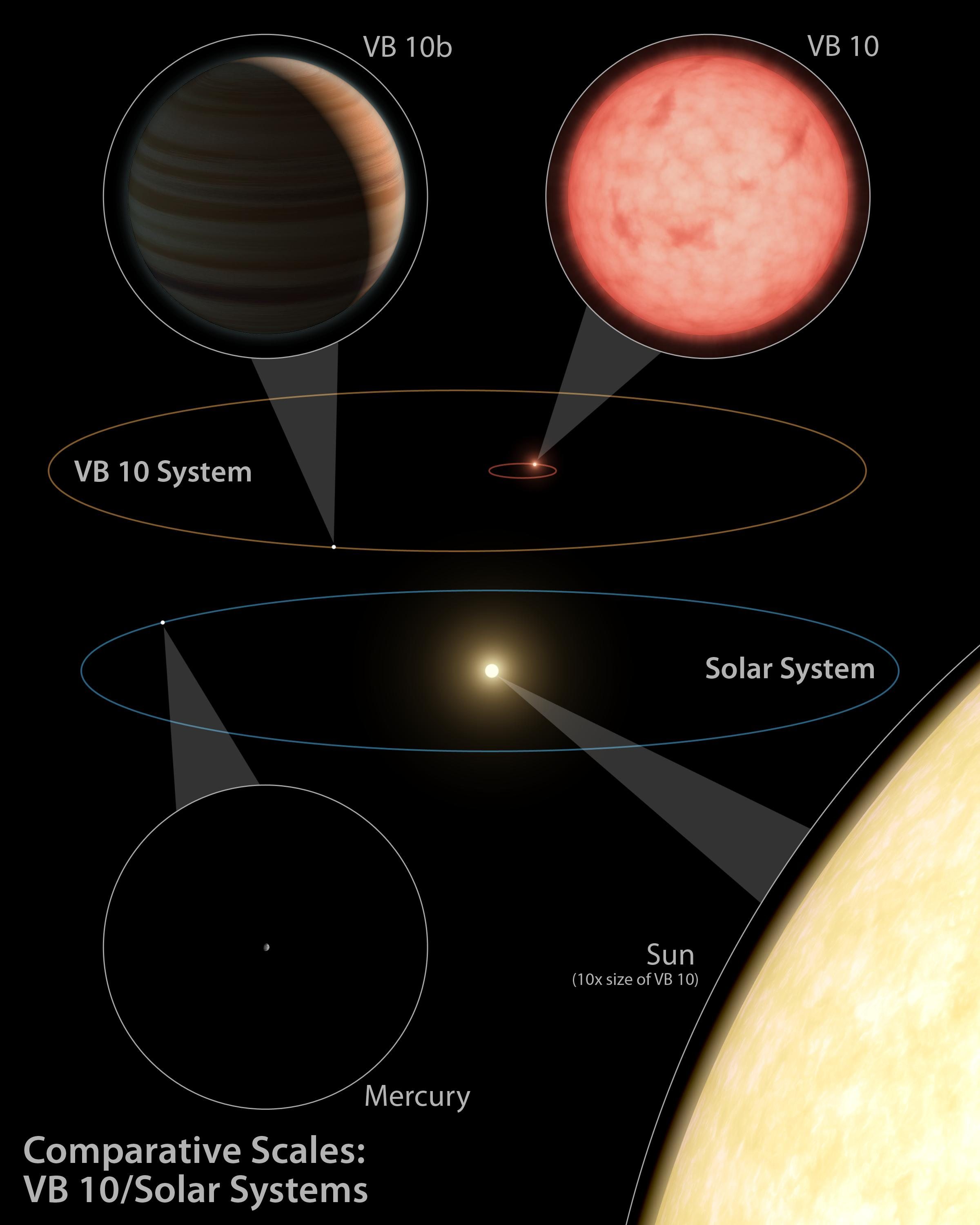
천체 예술가가 VB 10 행성계와 우리 태양계의 크기를 비교한 그림.

2009년 5월 미국 항공우주국의 제트 추진 연구소 소속 천문학자들은 VB 10 주위에 행성 VB 10b가 있다고 주장했다. 발견에는 팔로마 천문대의 헤일 망원경이 사용되었고, 측성학적 기술이 응용되었다. 존재가 증명될 경우 VB 10b는 측성학을 이용하여 발견된 최초의 외계 행성이 되며, 어머니 항성 역시 지금까지 발견된 모든 외계 행성의 어머니 별 중 가장 가벼운 존재로 기록될 것이다. VB 10과 VB 10b의 질량차는 10:1에 지나지 않는다.
VB 10과 b가 떨어진 거리는 태양과 수성 간격과 비슷하나, 어머니 항성이 매우 차갑기 때문에 VB 10b가 별로부터 받는 열기는 목성이 태양으로부터 받는 에너지와 비슷할 것이다. 만약 VB 10 주위를 지구형 행성이 돌고 있고 VB 10b보다 별에 더 가까이 붙어 있으며 생명체 거주가능 영역 안을 공전하고 있더라도, 어머니 별의 플레어 폭발 때문에 행성 표면에 생명체가 살 가능성은 낮을 것이다.